# Chuolinjen
Chūōlinjen (japanska: 中央本線?, Chūō-honsen) är en japansk 424,6 km lång dubbelspårig järnvägslinje, med fyrspår mellan Mitaka och Ochanomizu (som planeras byggas ut mellan Takao och Mitaka), mellan huvudstaden Tokyo och Nagoya, uppdelad i en västlig del (japanska: 中央西線?, Chūō-saisen) och en östlig del (japanska: 中央東線?, Chūō-tōsen), helt färdigbyggd 1911. Linjen, med en maximal hastighet av 130 km/tim, är den långsammaste förbindelsen mellan städerna, då den kustnära Tokaidolinjen är något snabbare, medan Tōkaidō Shinkansen är den snabbaste länken.
Linjen är mycket hårt trafikerad, främst mellan Tokyo och Takao station, med frekvent trafik med pendeltåg och tunnelbanetåg (som ofta övergår mellan tunnelbana och järnväg i Stortokyo) mellan Mitaka och den vid Nakano anslutande Tozai-linjen. För att minska trafiken in till Tokyo station utgår nästan samtliga expresståg från station Shinjuku, medan vissa lokala tåg färdas, istället för till och från Tokyo station, till och från den anslutande Sobulinjen vid station Ochanomizu. Chuolinjen, som även är ett viktigt godsstråk, trafikeras därutöver även av följande expresståg:
- Azusa: Shinjuku–Matsumoto.
- Kaiji: Shinjuku–Kofu.
- Chūō Liner: Shinjuku–Hachioji/Takao (trafikeras vardagar under rusningstid; endast reserverade platser).
- Ōme Liner: Shinjuku–Ōme (trafikeras vardagar under rusningstid; endast reserverade platser).
- Narita Express: Takao–Naritas internationella flygplats via Shinjuku/Tokyo station (direktturer två avgångar per dygn vardera hållet).
- Wing Azusa: Tokyo station–Matsumoto (säsongstrafik).
- Moonlight Shinshū: Shinjuku–Hakuba (säsongstrafik).